# Circolo di Kreisau

Il simbolo del circolo di Kreisau

Il circolo di Kreisau (chiamato dalla Gestapo in lingua tedesca Kreisauer Kreis), era un circolo di intellettuali anti-nazisti di ideologia conservatrice e ispirazione cristiana fondato a Berlino nel 1943 dal conte Helmuth James Graf von Moltke (che a Kreisau aveva una residenza), nipote del celebre generale prussiano Helmuth Von Moltke. Frequentato sia da alti membri ecclesiastici che da civili e militari della dissidenza interna contro Hitler come attestato dallo stesso diario del suo fondatore, von Moltke.

## Storia

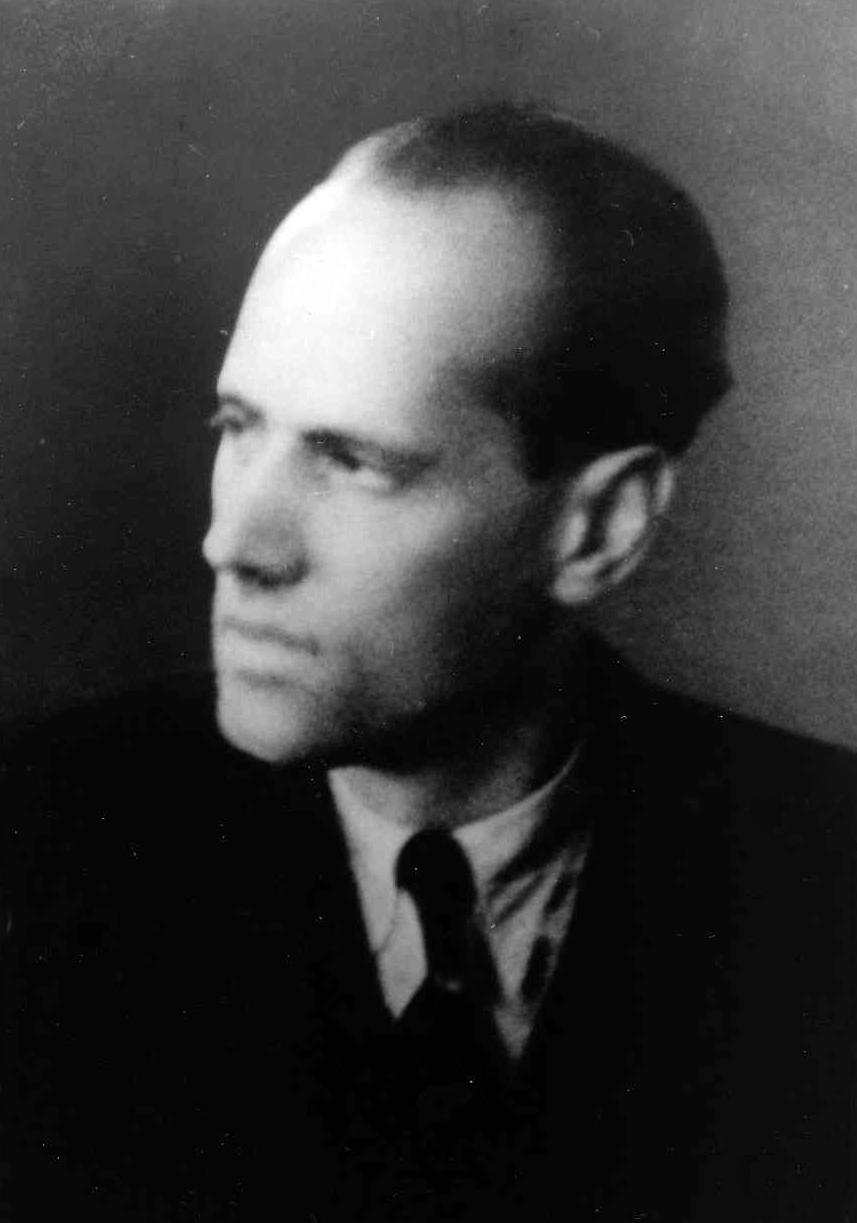
Helmuth James Graf von Moltke

Il circolo mantenne contatti con gli Alleati e altri gruppi della resistenza europea ed ebbe una parte importante nell'attentato del 20 luglio 1944 contro Adolf Hitler. Il 19 gennaio precedente il conte Von Moltke fu arrestato dalla Gestapo ed il circolo fu liquidato lo stesso anno.

## Membri
A questo circolo appartenevano intellettuali convertiti come Carl Goerdeler e Ernst Jünger.
Altri membri erano Peter Graf Yorck von Wartenburg, Alfred Delp e Adam von Trott zu Solz.

## L'ideologia
Lo scopo di questo circolo era progettare un futuro per la Germania e per l'Europa e fomentare la resistenza al nazi-fascismo.
Fu uno dei pochi gruppi della resistenza tedesca ad utilizzare la violenza, seppur circoscritta all'attentato del 1944 ma come gli altri non accettava il piano Morgenthau di Roosevelt.
Il progetto per l'Europa prevedeva la creazione di repubbliche federali unite in una confederazione europea, dotata di moneta unica, libertà di scambio, unica politica fiscale ed una rete comune di comunicazioni e trasporti.